# 펠릭스 판흐루닝언
펠릭스 판흐루닝언(네덜란드어: Felix Van Groeningen, 1977년 4월 1일 ~ )는 벨기에의 영화 감독, 영화 제작자, 영화 각본가이다. 그는《브로큰 서클》(2012)과 《벨기카》(2016)로 잘 알려져 있으며, 세자르상 최우수 외국어영화상을 수상했으며, 미국 아카데미상 최우수 외국어영화상 후보에 지명되었다.
그는 영화 《뷰티풀 보이》(2018)로 첫 영어 영화 작품으로 할리우드에 데뷔할 예정이다.

## 필모그래피

### 영화
| 연도 | 제목                                            | 감독 | 각본 | 참고             |
| ---- | ----------------------------------------------- | ---- | ---- | ---------------- |
| 2004 | 스티브 + 스카이 Steve + Sky                     | 예   | 예   | 감독 데뷔        |
| 2007 | 위드 프렌즈 라이트 디즈 With Friends Like These | 예   | 예   |                  |
| 2009 | 개 같은 인생 The Misfortunates                  | 예   | 예   |                  |
| 2012 | 브로큰 서클 The Broken Circle Breakdown         | 예   | 예   |                  |
| 2016 | 벨기카 Belgica                                  | 예   | 예   |                  |
| 2018 | 뷰티풀 보이 Beautiful Boy                       | 예   |      | 영어 영화 데뷔작 |